# .mf
A .mf egy olyan kiosztott internetes legfelső szintű tartománynév, melyet Saint Martin részére hoztak létre, de jelenleg nincs használatban, mivel sem weblap nincs alatta, sem regisztrálni nem lehet ez alá a domain alá. Az ISO 3166 Bizottságának 2007. szeptember 21-i, a .mf ISO 3166-1 alpha-2 domain Saint Martinnek odaítélése azt követően született meg, hogy Saint Martint Franciaország 2007. július 15-én tengerentúli területté nyilvánította. Saint Martin jelenleg Guadeloupe .gp TLD-jét és franciaország .fr kódját használja.

## Lásd még
- .gp
- .fr
- .eu
- .sx.

## Külső hivatkozások
- IANA .mf whois information Archiválva 2007. október 20-i dátummal a Wayback Machine-ben